# Hotel New Hampshire (film)
Hotel New Hampshire (ang. The  Hotel New Hampshire) – amerykańsko-kanadyjsko-brytyjski film fabularny z 1984 roku w reżyserii Tony’ego Richardsona. Scenariusz powstał na podstawie powieści Johna Irvinga pod tym samym tytułem.

## Obsada
- Jodie Foster jako Franny Berry
- Beau Bridges jako Win Berry, ojciec
- Rob Lowe jako John Berry
- Nastassja Kinski jako Susie, Niedźwiedź
- Wilford Brimley jako Bob, trener z Iowa
- Paul McCrane jako Frank Berry
- Jennie Dundas jako Lilly Berry
- Wallace Shawn jako Freud
- Lisa Banes jako Mary Berry, matka